# Градец (Виница)
Градец (мкд. Градец) је насеље у Северној Македонији, у источном делу државе. Градец је у саставу општине Виница.

## Географија
Градец је смештен у источном делу Северне Македоније. Од најближег града, Кочана, насеље је удаљено 15 km јужно.
Насеље Градец се налази на јужном ободу Кочанског поља, плодне долине коју гради река Брегалница. Насеље је положено на приближно 550 метара надморске висине. Јужно од насеља издиже се Плачковица.
Месна клима је континентална.

## Историја
По статистици секретара Бугарске егзархије, 1905. године мешовито село са 700 становника (половина Турци, половина Словени), што је и остао све до масовних селидби Турака у матицу током 20. века.

## Становништво
Градец је према последњем попису из 2002. године имао 1.245 становника.
Претежно становништво у насељу су етнички Македонци (99%), а остало су махом Цигани.
Већинска вероисповест месног становништва је православље.